# Église Saint-Julien de La Bazouge-des-Alleux
Pour les articles homonymes, voir Église Saint-Julien.
L'église de La Bazouge-des-Alleux est l'église paroissiale de la commune de La Bazouge-des-Alleux.

## Description
L'église est dédiée à saint Julien, premier évêque du Mans.
Elle a conservé dans la nef, malgré des remaniements multiples, quelques vestiges et témoins de l'époque romane. Le chœur, plus élevé que la nef, fut probablement reconstruit au XVe siècle.
Le 14 janvier 1578, l'église était tellement délaissée qu'il n'y avait pas même un ministre capable d'administrer un baptême. On attribue cet état de chose aux Feschal de Thuré qui furent protestants pendant une bonne partie des troubles du XVIe siècle.

## Chapelles

Armes des Feschal : Vairé et contrevairé d'argent et d'azur, chargé d'une croix étroite de gueules.

Une première chapelle qui n'avait que trois mètres de profondeur fut ajustée au côté de l'épître vers l'an 1500 et n'a été agrandie dans les dimensions actuelles qu'en 1863. De 1615 à 1620, M. de Bouillé et Anne de Feschal, sa femme, firent construire la chapelle, dite maintenant du Rosaire.
Un seul bénéfice, assez considérable d'ailleurs, fut fondé, le 7 février 1499 (v. s.), par Jean Langlois, prêtre, à l'aultier de Saint-Hermel et de Saint-Jouin sous le nom de chapelle de la Gendrie, chargé de deux messes par semaine et à la présentation du seigneur de Thuré.
Parmi les chapelains : 
- Jacques Jouannault, qui envoya pour desservir sa chapelle et en distribuer les revenus aux pauvres, Julien Mautaint, un de ses associés de la communauté de Javron[3].
- Jules-Basile Ferron de La Ferronnays, fils du seigneur de Thuré, et évêque de Bayonne, posséda aussi la chapelle de la Gendrie, 1759.

## Ornements
L'édifice possède un vitrail du XVIe siècle. Cette verrière de l' Annonciation restaurée en 1923 par Auguste Alleaume est attribuée à Simon de Heemsce, peintre-verrier situé à Moulay au XVIe siècle.
À l'intérieur, on peut y voir une tribune du XVe, un beau retable du XVIIe, un retable latéral en bois du XVIIIe et des fonts baptismaux à lambris peints et baldaquins du XVIIe siècle. Le retable du maître-autel comprend une partie centrale qui forme un tout complet, avec ses colonnes, entablements, frontons, et qui semble encadrée par les colonnes, les frontons et autres décors d'un second retable plus grand.
François-Augustin Gérault signalait, dans les murs, des pierres à croix nimbées et tréflées qu'il supposait être des marques de la consécration de l'édifice, mais qui sont plutôt des débris de pierres tombales, semblables à celles qui formaient le pavé de la nef d'après le même auteur. 
Pierre Moreau, fondeur au Mans, refondit en 1688 la grosse cloche. Un calice obtenu de Léon XIII, l'année de son jubilé sacerdotal (1888), par Jules-Marie Daudier, ancien capitaine aux zouaves pontificaux, et richement décoré à ses frais, est au trésor de la sacristie.

## Confrérie
La confrérie du Rosaire, dotée le 3 décembre 1661 par François Landais, sieur de la Selle, et Louise Houllière, sa femme, du lieu de la Noë-de-la-Touche, existait depuis longtemps. L'évêque du Mans, au cours de ses visites, le 10 juillet 1664, lui concéda des indulgences avec permission d'exposer le Saint Sacrement aux fêtes de la Vierge. La chapelle et l'autel du côté de l'évangile lui étaient affectés.

## Source
- « Église Saint-Julien de La Bazouge-des-Alleux », dans Alphonse-Victor Angot et Ferdinand Gaugain, Dictionnaire historique, topographique et biographique de la Mayenne, Laval, A. Goupil, 1900-1910 [détail des éditions] (BNF 34106789, présentation en ligne)